# Візеріс I Таргарієн
Візерис I Тарґарієн — персонаж вигаданого світу, зображеного в серії книг «Пісня Льоду і Вогню» Джорджа Мартіна, король Вестероса з валірійської династії Тарґарієнів. Один із героїв книги «Полум'я та кров» та телесеріалу «Дім Дракона».

## Біографія
Візерис належав до королівської династії Тарґарієнів, яка правила у Вестеросі. Він був старшим онуком короля Джейгеріс I, сином принца Бейлона, який помер від хвороби за життя батька. Візерис став останнім наїзником дракона Балеріона, який раніше належав Ейгону Завойовнику, і одружився зі своєю кузиною Еймою Аррен. Згідно з рішенням Великої Ради він зайняв Залізний трон у 103 році від Завоювання Ейґона та правив 26 років. Цей король вів мирну політику, але саме за нього стала неминучою масштабна громадянська війна, відома як Танець Драконів. Конфлікт був пов'язаний з династичною кризою: король заповів престол своїй єдиній дочці від першого шлюбу Рейєнірі, але пізніше одружився вдруге, з дочкою правиці Отто Алісент Гайтавер і став батьком Ейґона. Візерис безуспішно намагався примирити «зелених» (прихильників Алісенти) та «чорних», які підтримували Рейєніру. Він помер у 129 році після Завоювання Ейґона.

## У книгах та образотворчому мистецтві

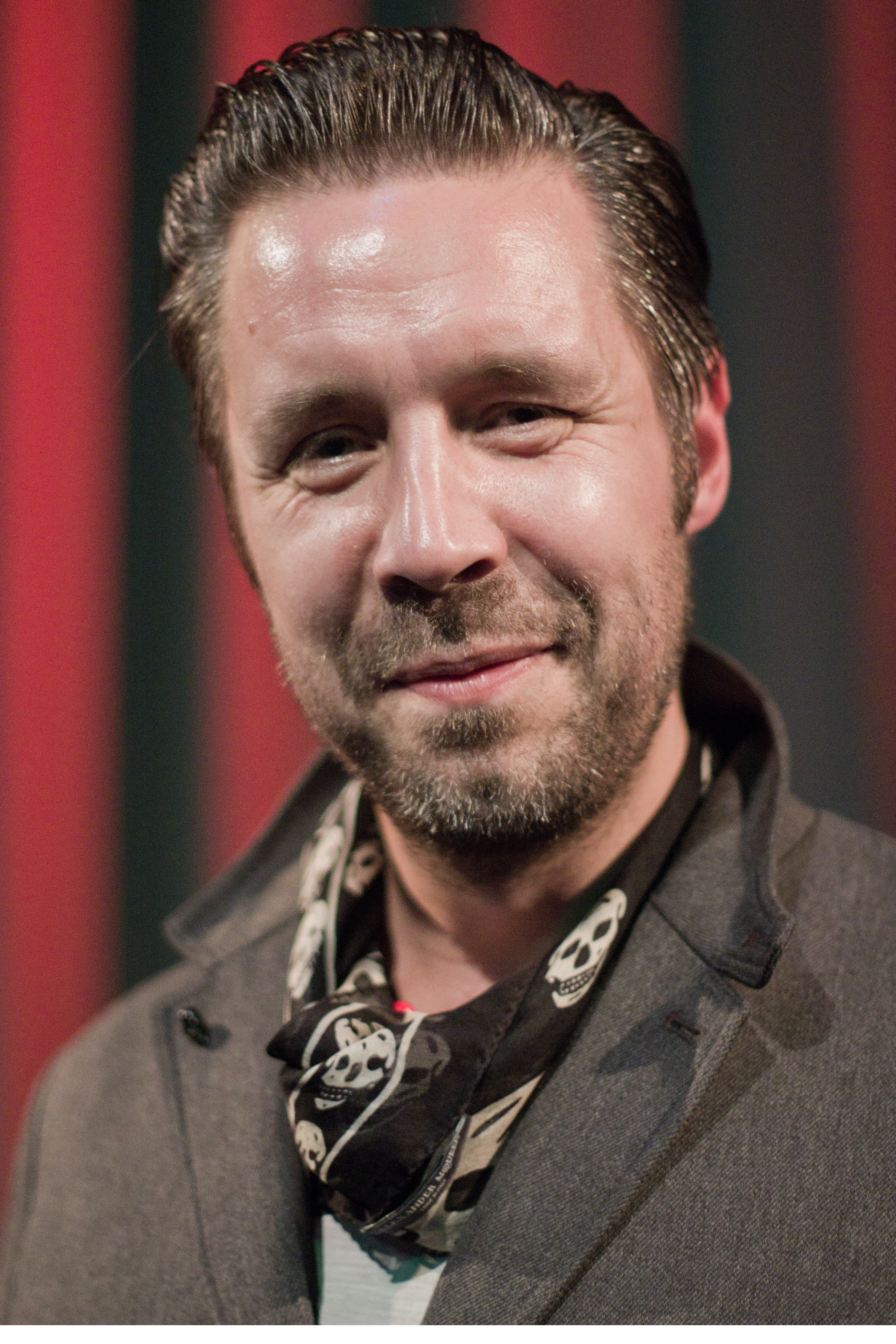
Педді Консідайн

Візерис став одним із персонажів книг Джорджа Мартіна «Світ льоду та полум'я» та "Полум'я та кров", написаних у форматі псевдохроніки. Його зобразив на своїх малюнках художник-ілюстратор Даґ Вітлі. Візерис з'явився і в першому сезоні телесеріалу "Дім Дракона" (2022), де його зіграв Педді Консідайн.

## Сприйняття
Фахівці вважають історичним прототипом Тарґарієнів данських вікінгів, що завоювали в ІХ столітті істотну частину Англії. Образ Візериса може бути частково заснований на біографії англійського короля Генріха I Боклерка, після благополучного правління якого теж розгорнулася драматична боротьба за престол. Рецензенти «Дому драконів» характеризують Візериса як людину «добру, щедру і великодушну», але відзначають, що глядачам не варто надто до нього прив'язуватися: мабуть, король помре ще в перших серіях. Після виходу перших серій король став популярним персонажем інтернет-мемів.